# Euroligue de basket-ball 2019-2020
Navigation
2018-2019 2020-2021
L'Euroligue de basket-ball 2019-2020 (ou Turkish Airlines Euroleague pour des raisons de sponsoring) est la 20e édition de l'Euroligue masculine et la 63e édition de la plus prestigieuse coupe des clubs européens. La compétition rassemble, cette année, les 18 meilleurs clubs de basket-ball de la zone FIBA Europe.
Pour la quatrième fois dans l'histoire de la compétition, les 18 équipes engagées s'affrontent toutes à l'occasion d'une phase régulière. Les huit meilleures disputent des playoffs sous forme de 1/4 de finale au meilleur des 5 matchs suivi d'un Final Four.
En raison de la pandémie de Covid-19, la compétition est suspendue par l'organisation à partir du 12 mars 2020, puis annulée définitivement le 25 mai 2020.

## Saison régulière

### Équipes participantes
Olympiakós
Panathinaïkos
Fenerbahçe SK
Anadolu Efes SK
CSKA Moscou
BC Khimki Moscou
18 équipes disputent la saison régulière en matchs aller et retour, soit 34 matchs au total. Les 18 places sont attribuées comme suit :
- 11 aux détenteurs de licences longue durée ;
- 1 au vainqueur de l'Eurocoupe la saison précédente ;
- 4 aux vainqueurs des ligues adriatique, allemande, espagnole et d'Europe de l'Est ;
- 2 invitations (wild-cards) d'une durée de deux ans.

Chaque ligue peut envoyer au maximum 4 clubs en Euroligue.
| Club                       | Qualification                      |
| -------------------------- | ---------------------------------- |
| FC Barcelone Lassa         | Licence longue durée               |
| Real Madrid                | Licence longue durée               |
| Baskonia Vitoria-Gasteiz   | Licence longue durée               |
| Olympiakós Le Pirée        | Licence longue durée               |
| Panathinaïkos OPAP Athènes | Licence longue durée               |
| Maccabi Fox Tel-Aviv       | Licence longue durée               |
| AX Armani Olimpia Milan    | Licence longue durée               |
| Žalgiris Kaunas            | Licence longue durée               |
| CSKA Moscou                | Licence longue durée               |
| Anadolu Efes Istanbul      | Licence longue durée               |
| Fenerbahçe Beko Istanbul   | Licence longue durée               |
| Bayern Munich              | Wild card (2019-2021)              |
| LDLC ASVEL                 | Wild card (2019-2021)              |
| Valence BC                 | Vainqueur de l'Eurocoupe 2018-2019 |
| ALBA Berlin                | Finaliste de la Bundesliga         |
| Khimki Moscou              | Finaliste de la VTB United League  |
| Étoile rouge de Belgrade   | Vainqueur de la Ligue adriatique   |
| Zénith Saint-Pétersbourg   | Wild card (2019-2020)              |

1. ↑  Le Bayern Munich, champion d'Allemagne, avait déjà son invitation pour l'Euroligue. L'ALBA Berlin, finaliste, récupère donc la place de la ligue allemande.
2. ↑  Le CSKA Moscou, vainqueur de la VTB United League, possède une licence longue durée pour l'Euroligue. Le Khimki Moscou, finaliste, récupère donc la place de la ligue d'Europe de l'Est.
3. ↑  Le Valence BC, vainqueur de l'Eurocoupe, a pris la 4e place disponible de la ligue espagnole, empêchant ainsi toute qualification d'une équipe supplémentaire à cette ligue. La place vacante est attribuée au Zénith.

### Suspension du championnat
Le 12 mars 2020, avant la 29e journée de saison régulière, Euroleague Basketball décide de suspendre temporairement ses compétitions en raison de la pandémie de Covid-19.
Le 23 avril, Euroleague Basketball annonce un projet de calendrier pour la reprise de la compétition, comprenant notamment une période de quarantaine et un camp d'entraînement. Les 6 journées de saison régulière restantes ainsi que des playoffs à élimination directe se joueraient ainsi entre le 4 et le 26 juillet 2020, dans un lieu unique. Une date butoir est fixée au 24 mai pour annoncer la reprise ou l'annulation complète de la compétition.
Le 25 mai, après avoir « exploré chaque option possible », le Bureau exécutif décide de définitivement annuler la saison 2019-2020 de l'Euroligue, et de n'attribuer aucun titre de champion cette saison.

### Classement
| Rang | Équipe                     | %  | J  | G  | P  | Pp   | Pc   | Diff |
| ---- | -------------------------- | -- | -- | -- | -- | ---- | ---- | ---- |
| 1    | Anadolu Efes Istanbul      | 86 | 28 | 24 | 4  | 2432 | 2166 | 266  |
| 2    | Real Madrid                | 79 | 28 | 22 | 6  | 2371 | 2165 | 206  |
| 3    | FC Barcelone Lassa         | 79 | 28 | 22 | 6  | 2357 | 2193 | 164  |
| 4    | CSKA Moscou T              | 68 | 28 | 19 | 9  | 2305 | 2125 | 180  |
| 5    | Maccabi Fox Tel-Aviv       | 68 | 28 | 19 | 9  | 2291 | 2164 | 127  |
| 6    | Panathinaïkos OPAP Athènes | 50 | 28 | 14 | 14 | 2392 | 2394 | -2   |
| 7    | Khimki Moscou              | 46 | 28 | 13 | 15 | 2393 | 2380 | 13   |
| 8    | Fenerbahçe Beko Istanbul   | 46 | 28 | 13 | 15 | 2153 | 2188 | -35  |
| 9    | Žalgiris Kaunas            | 43 | 28 | 12 | 16 | 2213 | 2142 | 71   |
| 10   | Valence BC                 | 43 | 28 | 12 | 16 | 2252 | 2273 | -21  |
| 11   | Olympiakós Le Pirée        | 43 | 28 | 12 | 16 | 2243 | 2282 | -39  |
| 12   | AX Armani Olimpia Milan    | 43 | 28 | 12 | 16 | 2163 | 2236 | -73  |
| 13   | Baskonia Vitoria-Gasteiz   | 43 | 28 | 12 | 16 | 2059 | 2155 | -96  |
| 14   | Étoile rouge de Belgrade   | 39 | 28 | 11 | 17 | 2079 | 2108 | -29  |
| 15   | LDLC ASVEL                 | 36 | 28 | 10 | 18 | 2073 | 2284 | -211 |
| 16   | ALBA Berlin                | 32 | 28 | 9  | 19 | 2304 | 2423 | -119 |
| 17   | Bayern Munich              | 29 | 28 | 8  | 20 | 2064 | 2281 | -217 |
| 18   | Zénith Saint-Pétersbourg   | 29 | 28 | 8  | 20 | 2055 | 2240 | -185 |

| Légende :           |
| T : Tenant du titre |
| 0                   |

### Évolution du classement
| Journées →                 | 1  | 2  | 3  | 4  | 5  | 6  | 7  | 8  | 9  | 10 | 11 | 12 | 13 | 14 | 15 | 16 | 17 | 18 | 19 | 20 | 21 | 22 | 23 | 24 | 25 | 26 | 27 | 28 | En tête | Top 8 |
|                            |    |    |    |    |    |    |    |    |    |    |    |    |    |    |    |    |    |    |    |    |    |    |    |    |    |    |    |    |         |       |
| -------------------------- | -- | -- | -- | -- | -- | -- | -- | -- | -- | -- | -- | -- | -- | -- | -- | -- | -- | -- | -- | -- | -- | -- | -- | -- | -- | -- | -- | -- | ------- | ----- |
| ALBA Berlin                | 2  | 6  | 13 | 15 | 16 | 16 | 17 | 17 | 14 | 17 | 15 | 14 | 16 | 16 | 16 | 16 | 17 | 17 | 16 | 14 | 16 | 16 | 15 | 16 | 14 | 15 | 16 | 16 |         | 2     |
| Bayern Munich              | 4  | 11 | 3  | 6  | 6  | 10 | 12 | 12 | 11 | 12 | 16 | 16 | 15 | 12 | 14 | 14 | 15 | 15 | 18 | 18 | 18 | 18 | 18 | 18 | 18 | 17 | 17 | 17 |         | 4     |
| Real Madrid                | 9  | 5  | 6  | 11 | 13 | 11 | 8  | 7  | 6  | 3  | 3  | 3  | 2  | 3  | 1  | 1  | 2  | 2  | 2  | 2  | 3  | 4  | 3  | 2  | 2  | 2  | 2  | 2  | 2       | 24    |
| FC Barcelone Lassa         | 6  | 2  | 1  | 2  | 1  | 2  | 1  | 3  | 1  | 1  | 2  | 2  | 3  | 2  | 2  | 3  | 3  | 3  | 5  | 5  | 4  | 3  | 2  | 3  | 3  | 3  | 3  | 3  | 5       | 28    |
| Baskonia Vitoria-Gasteiz   | 5  | 7  | 12 | 7  | 9  | 7  | 10 | 10 | 10 | 9  | 9  | 11 | 9  | 11 | 13 | 13 | 12 | 14 | 14 | 15 | 13 | 14 | 16 | 14 | 15 | 13 | 13 | 13 |         | 4     |
| Valence BC                 | 18 | 18 | 18 | 18 | 18 | 18 | 18 | 16 | 15 | 13 | 14 | 15 | 14 | 10 | 11 | 10 | 10 | 10 | 9  | 7  | 7  | 7  | 8  | 7  | 7  | 8  | 10 | 10 |         | 7     |
| LDLC ASVEL                 | 3  | 3  | 8  | 12 | 8  | 12 | 9  | 8  | 9  | 10 | 11 | 13 | 10 | 13 | 9  | 9  | 11 | 11 | 12 | 13 | 14 | 15 | 14 | 15 | 16 | 16 | 15 | 15 |         | 5     |
| Olympiakós Le Pirée        | 16 | 9  | 10 | 14 | 11 | 14 | 15 | 13 | 13 | 11 | 10 | 9  | 11 | 9  | 10 | 12 | 13 | 13 | 13 | 12 | 12 | 11 | 13 | 12 | 9  | 11 | 11 | 11 |         |       |
| Panathinaïkos OPAP Athènes | 8  | 10 | 11 | 8  | 12 | 9  | 7  | 9  | 8  | 7  | 6  | 6  | 6  | 6  | 6  | 6  | 6  | 7  | 6  | 6  | 6  | 6  | 6  | 6  | 6  | 6  | 6  | 6  |         | 23    |
| Maccabi Fox Tel-Aviv       | 12 | 14 | 15 | 10 | 7  | 4  | 4  | 1  | 4  | 5  | 4  | 4  | 4  | 4  | 4  | 4  | 4  | 4  | 3  | 3  | 5  | 5  | 5  | 5  | 5  | 4  | 4  | 5  | 1       | 24    |
| AX Armani Olimpia Milan    | 15 | 13 | 7  | 5  | 5  | 3  | 2  | 6  | 3  | 4  | 7  | 7  | 8  | 8  | 8  | 8  | 7  | 6  | 7  | 8  | 8  | 8  | 9  | 8  | 11 | 12 | 12 | 12 |         | 21    |
| Žalgiris Kaunas            | 14 | 16 | 14 | 9  | 10 | 8  | 11 | 11 | 12 | 14 | 17 | 17 | 17 | 17 | 18 | 17 | 16 | 16 | 15 | 16 | 15 | 13 | 11 | 13 | 12 | 10 | 8  | 9  |         | 2     |
| CSKA Moscou                | 1  | 1  | 2  | 1  | 2  | 1  | 3  | 2  | 5  | 6  | 5  | 5  | 5  | 5  | 5  | 5  | 5  | 5  | 4  | 4  | 2  | 2  | 4  | 4  | 4  | 5  | 5  | 4  | 4       | 28    |
| Khimki Moscou              | 7  | 4  | 4  | 4  | 4  | 5  | 6  | 4  | 7  | 8  | 8  | 8  | 7  | 7  | 7  | 7  | 9  | 9  | 11 | 10 | 11 | 12 | 12 | 11 | 8  | 7  | 9  | 7  |         | 19    |
| Zénith Saint-Pétersbourg   | 17 | 17 | 17 | 17 | 14 | 15 | 16 | 18 | 18 | 18 | 18 | 18 | 18 | 18 | 17 | 18 | 18 | 18 | 17 | 17 | 17 | 17 | 17 | 17 | 17 | 18 | 18 | 18 |         |       |
| Étoile rouge de Belgrade   | 11 | 8  | 9  | 13 | 15 | 13 | 13 | 14 | 16 | 15 | 12 | 10 | 12 | 14 | 12 | 11 | 8  | 8  | 8  | 9  | 10 | 10 | 10 | 10 | 13 | 14 | 14 | 14 |         | 4     |
| Fenerbahçe Beko Istanbul   | 10 | 15 | 16 | 16 | 17 | 17 | 14 | 15 | 17 | 16 | 13 | 12 | 13 | 15 | 15 | 15 | 14 | 12 | 10 | 11 | 9  | 9  | 7  | 9  | 10 | 9  | 7  | 8  |         | 3     |
| Anadolu Efes Istanbul      | 13 | 12 | 5  | 3  | 3  | 6  | 5  | 5  | 2  | 2  | 1  | 1  | 1  | 1  | 3  | 2  | 1  | 1  | 1  | 1  | 1  | 1  | 1  | 1  | 1  | 1  | 1  | 1  | 16      | 26    |

### Matches de la saison régulière
| Résultats (dom.\ext.)                                              | ALB     | BAY    | REM    | FCB    | BVG    | VBC    | ASV    | OLY   | PAN     | MTA    | AOM    | ŽKA   | CSK   | KHM    | ZSP   | KCZ    | FBI   | AEI    |
| ALBA Berlin                                                        |         | 76-77  | 97-103 | 80-84  | 81-57  | -      | -      | 80-99 | -       | 89-95  | 78-81  | 69-62 | -     | -      | 85-65 | 93-80  | 70-74 | 86-99  |
| Bayern Munich                                                      | -       |        | 95-86  | 67-77  | 71-80  | 59-66  | 104-63 | 85-82 | 75-87   | 80-68  | 78-64  | 73-98 | 77-84 | 74-87  | 77-69 | -      | -     | 63-88  |
| Real Madrid                                                        | 85-71   | -      |        | 86-76  | 70-69  | 111-99 | 87-78  | 93-77 | 96-78   | 86-85  | 76-67  | 88-82 | 97-81 | 104-76 | -     | -      | 81-77 | 75-80  |
| FC Barcelone Lassa                                                 | 103-84  | 83-80  | -      |        | -      | 83-77  | 80-67  | 90-80 | 98-86   | 96-73  | -      | 84-80 | 67-96 | -      | 90-72 | 86-82  | 89-63 | 82-86  |
| Baskonia Vitoria-Gasteiz                                           | 73-72   | 93-60  | 55-77  | 76-74  |        | -      | 79-65  | -     | -       | 83-113 | -      | 60-74 | 80-70 | 83-79  | 70-60 | 71-56  | 65-79 | 77-102 |
| Valence BC                                                         | 91-77   | 82-56  | -      | 76-77  | 105-77 |        | 81-72  | 91-93 | 94-87   | 82-85  | 81-83  | -     | 71-96 | 89-84  | 94-90 | -      | 86-93 | 78-83  |
| LDLC ASVEL                                                         | 93-81   | 75-65  | 77-87  | -      | 66-63  | 72-65  |        | 82-63 | 79-78   | -      | 89-82  | 74-79 | 67-66 | 92-88  | -     | 80-83  | 72-88 | 84-90  |
| Olympiakós Le Pirée                                                | 86-93   | 89-72  | -      | -      | 80-70  | 89-63  | 77-68  |       | 81-78   | 65-90  | 91-70  | 83-74 | 72-59 | 109-98 | 68-77 | -      | 87-96 | 67-86  |
| Panathinaïkos OPAP Athènes                                         | 105-106 | 98-83  | -      | 81-92  | 100-68 | 91-80  | 100-88 | 99-93 |         | -      | 78-79  | 96-94 | 66-97 | -      | 96-81 | 87-82  | 81-78 | 86-70  |
| Maccabi Fox Tel-Aviv                                               | 104-78  | 77-55  | 77-81  | 92-85  | -      | 76-63  | 93-62  | 71-70 | 88-79   |        | 69-63  | -     | 90-80 | 80-77  | -     | 84-69  | 67-55 | 77-75  |
| AX Armani Olimpia Milan                                            | 96-102  | 79-78  | 73-78  | 83-70  | 81-74  | 78-71  | -      | -     | 96-87   | 92-88  |        | 85-81 | -     | 69-78  | 73-72 | 67-77  | -     | 76-81  |
| Žalgiris Kaunas                                                    | 104-80  | -      | 86-73  | 86-93  | 58-70  | 82-86  | 70-56  | 94-69 | 85-86   | 73-68  | 105-97 |       | -     | 96-85  | 70-82 | 59-61  | -     | 68-74  |
| CSKA Moscou                                                        | -       | 79-68  | 60-55  | 80-82  | 94-90  | 81-70  | -      | 79-84 | 102-106 | -      | 78-75  | 85-82 |       | 99-86  | 86-78 | 100-74 | 88-70 | 80-82  |
| Khimki Moscou                                                      | 104-87  | -      | 102-94 | 94-102 | 79-76  | 75-84  | 108-79 | -     | 103-86  | 89-83  | 87-79  | 83-74 | 69-78 |        | 81-83 | 78-72  | 82-68 | -      |
| Zénith Saint-Pétersbourg                                           | 81-83   | 68-77  | 71-86  | 63-87  | 72-66  | 81-86  | 75-70  | 91-87 | 79-89   | 71-82  | -      | 76-75 | 70-87 | 73-87  |       | 58-65  | 68-73 | -      |
| Étoile rouge de Belgrade                                           | 85-94   | 93-63  | 60-75  | 65-73  | 64-72  | 76-73  | 72-74  | 88-81 | 78-73   | 92-76  | -      | 70-76 | 81-86 | 90-78  | -     |        | 68-56 | 78-85  |
| Fenerbahçe Beko Istanbul                                           | 107-102 | 90-82  | 65-94  | 74-80  | 87-80  | 98-100 | 86-64  | -     | -       | 77-78  | 73-64  | 76-79 | -     | 89-76  | 81-84 | 66-63  |       | 73-81  |
| Anadolu Efes Istanbul                                              | 106-105 | 104-75 | 76-60  | 64-74  | -      | -      | 101-74 | 91-79 | -       | 99-79  | 88-68  | 96-91 | 80-81 | 101-82 | 90-88 | 85-70  | -     |        |
| - Victoire à domicile - Victoire à l'extérieur - Match non disputé |         |        |        |        |        |        |        |       |         |        |        |       |       |        |       |        |       |        |

## Récompenses

### Récompenses de la saison
- Meilleur joueur :  ()
- Meilleur marqueur (trophée Alphonso Ford) :  ()
- Meilleur jeune joueur (joueur de moins de 22 ans) :  ()
- Meilleur défenseur :  ()
- Premier et deuxième cinq majeurs :

| Meilleur cinq majeur d'Euroligue | Meilleur cinq majeur d'Euroligue | Meilleur cinq majeur d'Euroligue | Deuxième cinq majeur d'Euroligue | Deuxième cinq majeur d'Euroligue | Deuxième cinq majeur d'Euroligue |
| Position                         | Joueur                           | Équipe                           | Position                         | Joueur                           | Équipe                           |
| -------------------------------- | -------------------------------- | -------------------------------- | -------------------------------- | -------------------------------- | -------------------------------- |
| Meneur                           |                                  |                                  | Meneur                           |                                  |                                  |
| Arrière                          |                                  |                                  | Arrière                          |                                  |                                  |
| Ailier                           |                                  |                                  | Ailier                           |                                  |                                  |
| Ailier fort                      |                                  |                                  | Ailier fort                      |                                  |                                  |
| Pivot                            |                                  |                                  | Pivot                            |                                  |                                  |

### Trophées mensuels
| Journée  | Joueur                 | Équipe                        |
| -------- | ---------------------- | ----------------------------- |
| Octobre  | Sergio Rodríguez (1/1) | AX Armani Olimpia Milan (1/1) |
| Novembre | Shane Larkin (1/2)     | Anadolu Efes Istanbul (1/2)   |
| Décembre | Nikola Mirotić (1/2)   | FC Barcelone Lassa (1/2)      |
| Janvier  | Shane Larkin (2/2)     | Anadolu Efes Istanbul (2/2)   |
| Février  | Nikola Mirotić (2/2)   | FC Barcelone Lassa (2/2)      |
| Mars     |                        |                               |
| Avril    |                        |                               |

### Trophées hebdomadaires

#### MVP par journée
| Journée | Joueur                   | Équipe                           | Évaluation |
| ------- | ------------------------ | -------------------------------- | ---------- |
| 1       | Mike James (1/4)         | CSKA Moscou (1/4)                | 28         |
| 2       | Vasilije Micić (1/2)     | Anadolu Efes Istanbul (1/8)      | 32         |
| 3       | Nando de Colo (1/1)      | Fenerbahçe Beko Istanbul (1/2)   | 44         |
| 4       | Tornike Shengelia (1/2)  | Baskonia Vitoria-Gasteiz (1/2)   | 28         |
| 5       | Vasilije Micić (2/2)     | Anadolu Efes Istanbul (2/8)      | 29         |
| 6       | Tornike Shengelia (2/2)  | Baskonia Vitoria-Gasteiz (2/2)   | 28         |
| 7       | Cory Higgins (1/1)       | FC Barcelone Lassa (1/4)         | 33         |
| 8       | Mike James (2/4)         | CSKA Moscou (2/4)                | 38         |
| 9       | Nick Calathes (1/2)      | Panathinaïkos OPAP Athènes (1/2) | 32         |
| 9       | Luke Sikma (1/1)         | ALBA Berlin (1/2)                | 32         |
| 10      | Nikola Mirotić (1/2)     | FC Barcelone Lassa (2/4)         | 35         |
| 11      | Shane Larkin (1/6)       | Anadolu Efes Istanbul (3/8)      | 53         |
| 12      | Kostas Sloúkas (1/1)     | Fenerbahçe Beko Istanbul (2/2)   | 39         |
| 13      | Devin Booker (1/1)       | BC Khimki Moscou Region (1/2)    | 36         |
| 14      | Mike James (3/4)         | CSKA Moscou (3/4)                | 32         |
| 15      | Mike James (4/4)         | CSKA Moscou (4/4)                | 36         |
| 16      | Bojan Dubljević (1/2)    | Valence BC (1/2)                 | 42         |
| 17      | Nick Calathes (2/2)      | Panathinaïkos OPAP Athènes (2/2) | 40         |
| 18      | Shane Larkin (2/6)       | Anadolu Efes Istanbul (4/8)      | 35         |
| 19      | Shane Larkin (3/6)       | Anadolu Efes Istanbul (5/8)      | 30         |
| 20      | Shane Larkin (4/6)       | Anadolu Efes Istanbul (6/8)      | 45         |
| 21      | Shane Larkin (5/6)       | Anadolu Efes Istanbul (7/8)      | 36         |
| 22      | Bojan Dubljević (2/2)    | Valence BC (2/2)                 | 26         |
| 23      | Nikola Mirotić (2/2)     | FC Barcelone Lassa (3/4)         | 32         |
| 24      | Malcolm Delaney (1/1)    | FC Barcelone Lassa (4/4)         | 37         |
| 25      | Martin Hermannsson (1/1) | ALBA Berlin (2/2)                | 27         |
| 26      | Alexey Shved (1/1)       | BC Khimki Moscou Region (1/2)    | 37         |
| 27      | Walter Tavares (1/1)     | Real Madrid (1/1)                | 29         |
| 28      | Shane Larkin (6/6)       | Anadolu Efes Istanbul (8/8)      | 44         |

## Leaders statistiques de la saison régulière
| Joueur           | Club                  | Moyenne |
| ---------------- | --------------------- | ------- |
| Shane Larkin     | Anadolu Efes Istanbul | 22,20   |
| Alexey Shved     | Khimki Moscou         | 21,42   |
| Mike James       | CSKA Moscou           | 21,07   |
| Nikola Mirotić   | FC Barcelone          | 19,04   |
| Scottie Wilbekin | Maccabi Tel-Aviv      | 16,12   |

| Joueur           | Club                    | Moyenne |
| ---------------- | ----------------------- | ------- |
| Nikola Milutinov | Olympiakós              | 8,21    |
| Tonye Jekiri     | ASVEL Lyon-Villeurbanne | 7,48    |
| Walter Tavares   | Real Madrid             | 7,11    |
| Nikola Mirotić   | FC Barcelone            | 6,93    |
| Greg Monroe      | Bayern Munich           | 6,75    |

| Joueur               | Club                  | Moyenne |
| -------------------- | --------------------- | ------- |
| Nick Calathes        | Panathinaïkos         | 9,11    |
| Facundo Campazzo     | Real Madrid           | 7,11    |
| Alexey Shved         | Khimki Moscou         | 6,23    |
| Konstantínos Sloúkas | Fenerbahçe SK         | 6,12    |
| Vasilije Micić       | Anadolu Efes Istanbul | 5,79    |

| Joueur              | Club                     | Moyenne |
| ------------------- | ------------------------ | ------- |
| Pierriá Henry       | Saski Baskonia           | 1,60    |
| Rokas Giedraitis    | ALBA Berlin              | 1,40    |
| Facundo Campazzo    | Real Madrid              | 1,39    |
| Kóstas Papanikoláou | Olympiakós               | 1,38    |
| Austin Hollins      | Zénith Saint-Pétersbourg | 1,37    |

| Joueur             | Club                    | Moyenne |
| ------------------ | ----------------------- | ------- |
| Walter Tavares     | Real Madrid             | 2,18    |
| Jordan Mickey      | Real Madrid             | 1,00    |
| Ismael Bako        | ASVEL Lyon-Villeurbanne | 1,00    |
| Kaleb Tarczewski   | Olimpia Milan           | 0,93    |
| Yórgos Papayiánnis | Panathinaïkos           | 0,93    |

| Joueur           | Club                  | Moyenne |
| ---------------- | --------------------- | ------- |
| Shane Larkin     | Anadolu Efes Istanbul | 25,76   |
| Nikola Mirotić   | FC Barcelone          | 22,46   |
| Mike James       | CSKA Moscou           | 20,86   |
| Alexey Shved     | Khimki Moscou         | 19,38   |
| Nikola Milutinov | Olympiakós            | 19,21   |